# Вильярреаль, Хосе (американский футболист)
Хосе Вильярреаль (англ. Jose Villarreal; род. 10 сентября 1990, Инглвуд, Калифорния, США) — американский футболист мексиканского происхождения, полузащитник.
Младший брат Хосе — Хайме — также профессиональный футболист.

## Клубная карьера
Вильярреаль — воспитанник клуба «Лос-Анджелес Гэлакси». 22 декабря 2011 года клуб подписал с ним контракт по правилу доморощенного игрока. 14 июля 2012 года в матче против «Портленд Тимберс» он дебютировал в MLS, заменив Робби Кина в конце второго тайма. 18 июля в поединке против «Ванкувер Уайткэпс» Хосе забил свой первый гол за «Гэлакси». В том же году он выиграл Кубок MLS.
В конце декабря 2013 года Вильярреаль на правах аренды перешёл в мексиканский «Крус Асуль», но за клуб так и не сыграл ни минуты. Летом он вернулся в «Гэлакси» и во второй раз выиграл Кубок MLS.
27 декабря 2017 года Вильярреаль был обменян в «Орландо Сити» на пик третьего раунда Супердрафта MLS 2019. За флоридский клуб он дебютировал 2 июня 2018 года в матче против «Нью-Йорк Сити», выйдя на замену в концовке вместо Кристиана Игиты. По окончании сезона 2018 «Орландо Сити» не продлил контракт с Вильярреалем.
29 мая 2019 года Вильярреаль присоединился к клубу Чемпионшипа ЮСЛ «Лас-Вегас Лайтс». За невадский клуб он дебютировал в тот же день в матче Открытого кубка США против «Ориндж Каунти», отметившись голевой передачей. 24 августа в матче против «Портленд Тимберс 2» он забил свой первый гол за «Лас-Вегас Лайтс».
В январе 2020 года Вильярреаль подписал контракт с клубом Филиппинской футбольной лиги «Глобал Макати».
29 июня 2022 года Вильярреаль подписал контракт с клубом Лиги один ЮСЛ «Сентрал Валли Фуэго». Дебютировал за «Сентрал Валли Фуэго» он 2 июля в матче против «Саут Джорджия Торменты», заменив во втором тайме Кристиана Чейни.

## Международная карьера
В 2013 году в составе молодёжной сборной США Вильярреаль стал финалистом молодёжном чемпионате КОНКАКАФ в Мексике. На турнире он сыграл в матчах против команд Канады, Гаити, Мексики и Коста-Рики. В поединках против канадцев и костариканцев Хосе забил три гола.
В 2013 году Вильярреаль принял участие в молодёжном чемпионате мира в Турции. На турнире он сыграл в матчах против сверстников из Ганы, Франции и Испании.

## Достижения
«Лос-Анджелес Гэлакси»
- Обладатель Кубка MLS (2): 2012, 2014